# Max Thoma
 Max Thoma  (* 9. August 1890 in Kriens; † 8. August 1957 in Hamburg) war ein deutscher Sozialdemokrat und Gewerkschafter, der nach dem Zweiten Weltkrieg beim Aufbau der IG Druck und Papier eine zentrale Rolle spielte.

## Ausbildung und Sozialisation
Thoma wurde in der Schweiz als Sohn eines Schreiners geboren. Der Vater war Deutscher, stammte aus der Augsburger Gegend und hatte als Gastarbeiter eine Schweizerin geheiratet. Von 1899 bis 1901 besuchte Thoma die Volksschule in Luzern. Die Mutter ertrank bei einem Unfall im Dezember 1896; der Vater starb wenige Jahre später. Die Schweizer Behörden überstellten 1901 den Elfjährigen in ein Waisenhaus nach Augsburg. Dort besuchte er die Volksschule von 1901 bis 1904, anschließend erlernte der junge Deutschschweizer den Beruf eines Schriftsetzers und legte 1908 im Ostallgäu in Marktoberdorf seine Gesellenprüfung ab.
Seit 1908 war er Mitglied des Verbandes der Deutschen Buchdrucker, der Sozialdemokratischen Partei Deutschlands und des Arbeiter-Abstinenten-Bundes.
Nach Abschluss seiner Gesellenprüfung ging Thoma auf Wanderschaft, die ihn wiederum in die Schweiz führte. Von 1911 bis 1914 arbeitete er im Großraum Zürich und trat in dieser Phase dem 1858 gegründeten Schweizerischen Typographenbund bei, der ältesten nationalen Gewerkschaft der Eidgenossenschaft. Auf seiner Wanderung lernte Thoma seine Frau Martha kennen. Die Eheschließung erfolgte am 9. August 1912 in Thalwil im Kanton Zürich. 1914 kehrte Thoma nach Deutschland zurück und erhielt gleich nach Kriegsausbruch als Ersatz-Reservist seinen Einberufungsbescheid für das 3. Bayerische Infanterieregiment. Das Regiment kämpfte zunächst an der Grenze Lothringens, später an der Somme. Nach Verlegung des Regiments an die Ostfront erlitt Thoma 1915 schwere Verwundungen. Später nahm er an den verlustreichen Schlachten in Verdun und Flandern teil. Die hautnah erlebten Kriegsgräuel prägten ganz augenscheinlich seinen späteren Antimilitarismus.
Nach dem Waffenstillstand 1918 kehrten die Reste des Regiments im Dezember 1918 nach Augsburg zurück. Hier fand vom 13. bis 16. Dezember 1918 die Demobilisierung und die spätere Auflösung statt. Thoma selbst erhielt am 1. Mai 1919 seine Entlassungspapiere. In Augsburg nahm der junge Schriftsetzer aktiv an der Rätebewegung teil. Bereits am 6. Dezember 1918 referierte er auf einer großen Soldatenversammlung über das „alte und neue Deutschland“ und rechnete mit der Politik der bürgerlichen Parteien scharf ab. Gleichzeitig plädierte er dafür, bei den kommenden Wahlen die „revolutionäre Sozialdemokratie zum Siege zu führen“.
Auf SPD-Wahlveranstaltungen warb Thoma für die Sozialdemokratie. In der „Schwäbischen Volkszeitung“ veröffentlichte er unter den Kürzeln M. Th. radikalpazifistische Beiträge, aus denen die Freude sprach, dem Kriegsinferno entkommen zu sein. Im Dezember 1918 in den Arbeiter- und Soldatenrat gewählt, geriet Thoma gemeinsam mit dem bislang wenig in Erscheinung getretenen Vorsitzenden des Rätegremiums, Ernst Niekisch, unter den Druck einer eigenständigen Arbeitslosenbewegung, die sich aus der Masse entlassener Rüstungsarbeiter und zurückgekehrter Frontsoldaten speiste.
Es kam zu militärischen Auseinandersetzungen und der Ausrufung des Ausnahmezustandes, bevor die militärische Gewalt im Februar 1919 dem Vorsitzenden der lokalen Buchdruckergewerkschaft und neuen Vorsitzenden des Arbeiter- und Soldatenrates und Stadtkommandanten Hans Edelmann übertragen wurde. Als sein Stellvertreter fungierte Max Thoma, der an der Seite des erfahrenen Gewerkschaftssekretärs sein großes organisatorisches Talent unter Beweis stellen konnte. Als Vorsitzender der „Aufklärungskommission“ der nächsthöheren Räteebene (Kreis Schwaben und Neuburg) warb Thoma für die Errungenschaften der Rätebewegung. In Augsburg gehörte Thoma zu den Rätevertretern, die sich mit dem Verlauf der Revolution und ihren geringen Erfolgen für die Arbeiterschaft zusehends unzufriedener zeigten. Mit anderen Rätevertretern forderte er eine „Zweite Revolution“. Ein besonderes Anliegen war ihm die Befreiung des Arbeiterdichters Max Barthel aus württembergischer Haft, der dort als verdächtiger Kommunist festgehalten wurde.
Die Rolle Thomas im Arbeiter- und Soldatenrat bei der Ausrufung des Anschlusses Augsburgs an die bayerische Räterepublik bleibt unklar. Er scheint zu den gemäßigten Gewerkschaftsvertretern gezählt zu haben, die am 12. April 1919 letztendlich den durch den Arbeiter- und Soldatenrat vollzogenen Anschluss Augsburgs an die Räterepublik rückgängig machte. Am 24. April 1919 plädierte er auf der „Vertrauenskundgebung für die Augsburger Gewerkschaftsführer und Parteiführer“ nur noch für „die vernünftige Sozialisierung der Betriebe“. Tief enttäuscht meldete sich Thoma am 28. Mai 1919 in Augsburg ab und siedelte nach Würzburg über, um dort ab Juni 1919 die leitende Redakteursstelle an der sozialdemokratischen Tageszeitung „Fränkischer Volksfreund“ zu übernehmen.

## Sozialdemokratischer Parteiangestellter und Gewerkschafter im Ehrenamt
Thoma verblieb am „Fränkischen Volksfreund“ bis September 1919. In orthodox sozialdemokratischer Tradition wurden im Blatt Artikel von Redaktionsmitgliedern nicht gezeichnet, so dass Thomas spezifische politische Positionen nicht klar ersichtlich werden. Der „Fränkische Volksfreund“ warb unter seiner Redaktionsleitung nachdrücklich für eine Vereinigung der Mehrheitssozialdemokratie mit der abgesplitterten USPD, ging auf deutliche Distanz zur KPD und dem bayerischen Räteexperiment. Klar lässt sich die Handschrift Thomas bei den abgewogenen nüchternen Kommentierungen zum Betriebsrätegesetz herauslesen. Die Gründe der Trennung von der Würzburger SPD bleiben letztendlich im Dunkeln. Vermutlich waren diese privater Natur; Thoma verzog im Spätsommer 1919 nach Stuttgart, wo seine Frau und sein Kind seit 1917 während des Krieges bei Verwandten gelebt hatten. Im Dezember 1920 siedelte Thoma nach Frankfurt am Main über und trat eine neue Stelle als Redakteur an der renommierten Frankfurter „Volksstimme“ an.
1923/24 nahm Thoma am 3. Lehrgang der Akademie der Arbeit teil, die 1921 als „erste deutsche Hochschule für das Volk der Arbeit“ ins Leben gerufen wurde. Thoma wählte als Studienschwerpunkt Arbeitsrecht und Verwaltungswissenschaften bei den Lehrern Hugo Sinzheimer und Erik Nölting. 1925 bewarb sich der junge Absolvent auf die Stelle eines SPD-Unterbezirkssekretärs in Stade wurde „angenommen“ und siedelte in die niedersächsische Kleinstadt unweit von Hamburg über.
Bei Dienstantritt Thomas zählte der Unterbezirk Unterelbe 25 Ortsvereine, die sich bis 1928 durch Zusammenlegungen auf 18 reduzierten. Seit 1919 gehörte der Unterbezirk zum Bezirk Hamburg Nordwest, der Hamburg, Bremen und den Regierungsbezirk Stade umfasste. Max Thoma ersetzte den allseits beliebten Ernst Tessloff, der in Mannheim die Stelle eines sozialdemokratischen Parteisekretärs angenommen hatte. Größter organisatorischer Erfolg Thomas lag in der Steigerung der Mitgliedzahlen im Unterbezirk Unterelbe von 1.655 (1926) auf 2.107 (1930), wobei es Thoma gegen den Trend gelang, überdurchschnittlich viele weibliche Mitglieder zu gewinnen. Den Erfolg – so der Unterbezirksvorsitzender – verdanke die Organisation „einigen rednerisch befähigten Genossinnen in ländlichen Orten“.
Als Thoma im Herbst 1925 seine neue Tätigkeit als SPD-Unterbezirksvorsitzender antrat, war es für ihn nach eigenen Worten „eine Selbstverständlichkeit, seine Mitgliedschaft im Verband der Deutschen Buchdrucker fortzusetzen.“ Der Ortsverein zählte zum Bezirk Weser-Elbe im Gau Nordwest. Als ehemaliger Setzer nahm er an den Sitzungen der kleinen, aber rührigen Ortsgruppe teil. Im Frühjahr 1926 bekam er das Vertrauen als Ortsvereinsvorsitzender ausgesprochen. Einen Höhepunkt des Vereinslebens bedeutet die Feier des 25. Stiftungsfestes im Sommer 1931. Unter starker Observanz der Stader Polizei trafen sich die Druckerkollegen letztmals zu einer inoffiziellen Zusammenkunft am Himmelfahrtstag 1933.

## Faschismus und Widerstand
Thoma musste in den Monaten Februar, März und April 1933 verschiedene Hausdurchsuchungen über sich ergehen lassen. Am 11. Februar 1933 hatte der SPD-Unterbezirksvorstand zur Begrüßung des lokalen Parteitages alle Antifaschisten und Gegner der Reaktion zu einer Demonstration mit pointiert antinationalsozialistischen Parolen aufgerufen („Gegen Knebelung der freien Meinungsäußerung“, „Gegen Macht- und Gewaltherrschaft“, „Für ein freiheitliches Deutschland“, „Für eine planvolle sozialistische Wirtschaftsgestaltung“). Am 3. Mai 1933 erfolgte seine Verhaftung, als er bei den Polizeibehörden gegen die Verwüstung des sozialdemokratischen Parteibüros protestieren wollte.
Ohne Verfahren ließ man den prominenten Stader Antifaschisten nach einigen Tagen Einzelhaft frei. Nach Verbot der SPD im Juni 1933 erneut verhaftet. Aus Selbstschutz siedelte Thoma Ende Juni 1933 nach Hamburg über. Von einem Stader NSBO-Mann bei der Gestapo wurde er mehrfach im Gestapo-Keller im Stadthaus verhört und misshandelt, ohne dass der Beweis erbracht werden konnte, dass er sich am Eigentum des Stader Verbandes der Deutschen Buchdrucker vergangen habe. Weitere Hausdurchsuchungen folgten.
In Hamburg trat Thoma sofort 1933 der Liedertafel Gutenberg bei, die in den kommenden Jahren als graphischer Gesangsverein unter dem Dach des „Deutschen Sängerbundes“ relativ unbehelligt singen konnte. Unter der Leitung des späteren Kassierers des Gaus Nordmark der IG Druck und Papier, Harry Zieher, entwickelte sich die Liedertafel zum oppositionellen Sammelbecken der alten freigewerkschaftlichen Drucker. Aus dem Hamburger Gesangsverein rekrutierte sich nach der Niederwerfung des Nationalsozialismus vollständig das neue Leitungsgremium der Hamburger Industriegewerkschaft im graphischen Bereich. Von 1933 bis 1939 blieb Thoma arbeitslos und erhielt einen kärglichen Unterstützungssatz.
Im Januar 1939 fand er Anstellung im erlernten Beruf als Maschinensetzer bei den „Hamburger Nachrichten“, deren Herstellung in der Druckerei Pröpper erfolgte. Von Mai 1939 bis Mai 1940 arbeitete Thoma in der gleichen Druckerei bei der Herstellung des „Wandsbeker Boten“, ehe er als Setzer zum „Hamburger Anzeiger“ wechselte. Im September 1944 in Hamburg-Dulsberg ausgebombt, erlebte er die Befreiung vom Faschismus im Stadtteil Fuhlsbüttel.

## Gewerkschaftlicher Neubeginn
Nach Kriegsende trat Thoma sofort der am 11. Mai 1945 im Hamburger Gewerkschaftshaus gegründeten „Sozialistischen Freien Gewerkschaft (SFG)“ bei, in deren Vorstand Exponenten aus der „politischen Arbeiterbewegung“ dominierten. Die SFG trat mit einem radikal antifaschistischen, auf rasche Vergesellschaftung zielenden Programm auf. Innerhalb der Gewerkschaft, die in kürzester Zeit 50.000 Mitglieder rekrutierte, sammelte sich Thoma mit anderen altgedienten Gewerkschaftern im sogenannten „Ketzerklub“, der regelmäßig in einer Fabrik in Hamburg-Bahrenfeld tagte. Ziel der „Ketzer“: Eine gewerkschaftliche Organisationsform auf der Basis von unabhängigen Industrieverbänden. Die weitgehenden politischen Zielsetzungen der neuen Hamburger Einheitsgewerkschaft lehnte die Gewerkschaftsfraktion, darunter der spätere ÖTV-Vorsitzende Adolph Kummernuss, ab. Thoma als Mitglied des Vollzugsausschusses der SFG nahm eine Sonderrolle ein. Er befürwortete durchaus die SFG, drängte allerdings auf eine facettenreiche Ausprägung von Industrieverbänden unter der sozialistischen Dachorganisation.
Die SFG geriet massiv unter Druck der britischen Militärbehörden, die 1945 jedwede politische Tätigkeit untersagt hatten und zunehmend auf die Unterstützung der alten gestandenen Hamburger Gewerkschaftsführer bauen konnten. Am 20. Juni 1945 verboten die Militärbehörden die Gewerkschaft; künftig sollten nach einem Stufenplan und mit gedrosseltem Tempo nur noch politisch neutrale Gewerkschaften zugelassen werden. Als Dachverband fungierte kurzfristig der „Allgemeine Gewerkschaftsbund Hamburg“. Von den für Hamburg vorgesehenen 13 Industrieverbänden erhielt der „Verband des Graphischen Gewerbes“ als erste Hamburger Gewerkschaft das „Permit zur Gründungsversammlung“. Am 11. November 1945 konstituierte sich der Verband, der alle Arbeitnehmer im graphischen Gewerbe und der papierverarbeitenden Industrie umfasste. Die neue Organisationsform bildete die Diskussionen in kleinen gewerkschaftlichen antifaschistischen Zirkeln während der Nazizeit in der Hansestadt ab.
Als Vorsitzenden wählten die Gründungsdelegierten Max Thoma; zu seinem Stellvertreter den späteren Vorsitzenden der IG Druck und Papier Heinrich Hansen. Der erste in Hamburg neuzugelassene Industrieverband musterte nach kurzer Zeit 2.000 Mitglieder. Von Thoma und Hansen gingen die zentralen Impulse aus, über die „Hamburger Gewerkschaftsinsel“ hinaus den gewerkschaftlichen Zusammenschluss im graphischen Gewerbe voranzutreiben. Am 18. und 19. September 1946 versammelten sich Delegierte aus 19 Druckorten im „Elbschloß“ in Hamburg und begründeten den „Industrieverband des Graphischen Gewerbes, Bezirk Nordmark“. Sechs Unterbezirke bildeten künftig die Basis für den Bezirk in Schleswig-Holstein, Hamburg und den nördlichen Teil Niedersachsens. Der neue Gauvorstand entsprach identisch der Hamburger Gewerkschaftsleitung. Das Doppelmandat Thomas bestätigten die gewählten Delegierten bis zu seinem Ausscheiden aus dem Dienst 1956. Die erste norddeutsche Bezirksversammlung gab dem neugewählten Vorstand einstimmig den Auftrag, erste Schritte zur Etablierung eines graphischen Industrieverbandes auf britischer Zonenebene zu unternehmen.
Schon am 20. und 21. November 1946 trafen sich in Bielefeld verantwortliche gewerkschaftliche Organisationsleiter. Ihr Beschluss: Einberufung eines Zonenverbandstages zum 1. und 2. Februar 1947. Mit der provisorischen Leitung beauftragten die versammelten Funktionäre die 3 Bezirksvorsitzenden Max Thoma, Christian Fette und Karl Lücke. Thoma nahm auch an der bizonalen Tagung (britische und amerikanische Zone) von Vertretern der graphischen Verbände teil, die einen Zusammenschluss auf höherer Ebene ausloten sollten. In der neu formierten Industriegewerkschaft gewann Thoma sichtlich an Profil als anerkannter Tarifexperte.
Am 1. und 2. März 1947 – knapp zwei Jahre nach Kriegsende – trafen sich in Oldenburg (Oldenburg) die gewerkschaftlichen Vertreter der drei Bezirke Nordmark, Niedersachsen und Nordrhein-Westfalen und hoben die „Industriegewerkschaft Graphisches Gewerbe und Papierverarbeitung für die britische Zone“ aus der Taufe. Einstimmig fiel die Wahl auf Max Thoma als neuen Verbandsvorsitzenden. Von der Einsetzung einer zentralen Gewerkschaftsverwaltung nahmen die Delegierten Abstand, um einer weiteren gesamtdeutschen Zusammenfassung über die britische Zone hinaus keine Steine in den Weg zu legen.
Ein weiterer herausragender Beschluss der Oldenburger Tagung: Die Herausgabe eines gewerkschaftlichen Sprachrohrs für die britische Zone. Als neuen Chefredakteur bestimmten die Delegierten wiederum Max Thoma. Nach Erteilung einer Lizenz erschien der „Korrespondent“ für die britische Zone zum 15. Oktober 1947. Binnen 2 Jahren avancierte damit Thoma zum wichtigsten Gewerkschaftsvertreter der westlichen Besatzungszonen für den graphischen Bereich und zum „Macher“ einer neuen Industriegewerkschaft.
Der deutliche Wille Thomas, den westlichen Zusammenschluss zu Ungunsten einer gesamtdeutschen Option zu forcieren, hatte viel mit seinen Erfahrungen auf mehreren gewerkschaftlichen Interzonenkonferenzen der graphischen Gewerkschaften zu tun.

## Von Berlin über Leipzig und Hannover nach München
Nach mehreren informellen Treffen fand die erste „offizielle“ Interzonenkonferenz der Gewerkschaften des graphischen Gewerbes vom 11. bis 12. Juli 1947 im Haus des FDGB in Berlin statt. Jeweils drei Delegierte der britischen und amerikanischen Zone trafen sich mit 14 Vertretern der sowjetischen Zone und Berlin. Wilhelm Reibel verwehrte die französische Besatzungsmacht die Reise. Max Thoma und der alte Vorsitzende des Verbandes der Deutschen Buchdrucker, Otto Krautz, saßen der Konferenz gleichberechtigt vor. Thoma berichtete über den Stand der Organisation in der britischen Zone und referierte ausführlich über anstehende Tariffragen. Er drängte auf zwei Entscheidungen: Die Bildung einer Interzonalen Arbeitsgemeinschaft als kleines effektives Arbeitsgremium und die Einsetzung einer besonderen Tarifkommission. Für beide Vorschläge erhielt Thoma zustimmende Voten. Allerdings: Otto Krautz formulierte sehr deutlich, dass die „unterschiedliche Zonenregelung“ die Chance eines einheitlichen tarifpolitischen Vorgehens nahezu unmöglich mache. Thoma nahm künftig den „britischen“ Sitz ein.
Ein Vierteljahr später, vom 30. bis 31. Oktober 1947, trafen sich in Leipzig erneut die Protagonisten zur 2. Interzonenkonferenz der Industriegewerkschaften Graphisches Gewerbe und Papierverarbeitung aller Zonen. Zwei Tage vorher hatte Thoma bereits der 2. Delegiertenkonferenz der Graphischen Gewerkschaft im FDGB in der traditionsreichen Buchstadt als Gast beigewohnt. Die Leipziger Interzonenkonferenz bildete einen achtzehnköpfigen „Reichsausschuß“, der die Vorsitzenden der Zonen- und Ländergewerkschaften zuzüglich einiger Branchenvertreter umfasste und die Aufgabe erhielt, einen „Reichsverbandstag“ einzuberufen und zentrale organisatorische Fragen zu klären. Der „Reichsausschuß“ setzte sich paritätisch aus 9 westlichen und 9 östlichen Vertretern zusammen.
Die Leipziger Schlussworte Thomas verdeckten nur mühsam den Entfremdungsprozess. In einem sehr knappen Bericht in seinem Hausblatt hob Thoma die Observanz durch die sowjetische Militäradministration und die Abwahl der letzten sozialdemokratischen Funktionäre auf dem sowjetzonalen Verbandstag hervor. Der Vorsitzende der britischen Zone deutete später mehrfach an, wie stark ihn die Leipziger Konferenzerfahrungen negativ beeinflusst hatten.
Die erste Reichsausschusssitzung vom 26. bis 27. Februar 1948 in Hannover stand bereits deutlich im Schatten verschärfter Systemauseinandersetzungen. In der westlichen Gewerkschaftspresse häuften sich kritische Stellungnahmen über die neue Rolle der sowjetzonalen Gewerkschaften zur Herbeiführung einer besseren Arbeitsdisziplin. Thoma drängte in Hannover vergeblich darauf, aus dem vielköpfigen „Reichsausschuß“ heraus einen aktionsfähigen Arbeitsausschuss zu bilden. Er selbst referierte über „Tarifpolitische Positionen“ und gehörte zu den Wortführern, die auf einen westlichen Zusammenschluss der Gewerkschaften drängten. Thomas Gründe: „die wirtschaftspolitische Entwicklung in den Westzonen“, „das Erstarken und Aktivwerden der Arbeitgeberverbände“, „der notwendige Abschluß eines Tarifs“, „die Aufgaben nach der Umstellung der Währung“. Gestützt auf die Entschließung der 6. Interzonalen Konferenz der Gewerkschaftsverbände vom Oktober 1947 („Solange die Vereinigung über alle Zonen nicht verwirklicht werden kann, steht es den gewerkschaftlichen Bünden frei, sich über einzelne Zonengrenzen hinweg zu vereinigen.“) setzte Thoma nachhaltige Signale für einen „westlichen Zusammenschluss“ gegen den Protest der Vertreter der sowjetischen Zone und Berlins.
Der für Herbst 1948 in Frankfurt am Main geplante gesamtdeutsche Gewerkschaftstag kam nicht zustande. Der beginnende Kalte Krieg, gescheiterte internationale Konferenzen, Währungsreform und Berlin-Blockade bestätigten Thoma, den geplanten Westzusammenschluss weiter zu forcieren. Seit April 1948 tagten Thoma und die übrigen „westlichen“ Reichsausschussmitglieder separat. Die Tagung des Rumpfausschusses vom 2. bis 3. September 1948 in Schorndorf fällte weitreichende Beschlüsse: Die Einberufung eines „trizonalen“ Verbandstages für den Spätherbst in München und die Einsetzung der vorbereitenden Gremien. Thoma wählten die „westlichen“ Reichsausschussmitglieder in die „ideelle Kommission“, wie schon der Verband der Deutschen Buchdrucker seine Satzungskommission benannte. Die Organisationsvorbereitungen flankierte ein militanter Aufruf zur Aufhebung des verfügten Lohnstopps durch die westlichen Alliierten, der seit der brüningschen Notverordnung und der Hitler-Diktatur Bestand hatte.
Im Vorfeld des „1. trizonalen Verbandstages“ vom 29. November bis 1. Dezember 1948 warb Thoma in der Novemberausgabe des „Korrespondent“ der britischen Zone intensiv für seine Ideen, nachdem er aus seiner Sicht die bisherigen Unzulänglichkeiten skizziert hatte. Der „britische“ Verbandsvorsitzende bekam für den Verbandstag als mittlerweile anerkannter „Opinionleader“ das Hauptreferat zugebilligt; zusätzlich sollte er über „Die tarifliche Situation“ berichten.
Im Vorfeld des Gewerkschaftstages hatte sich Christian Fette als Bezirksleiter von Nordrhein-Westfalen als innergewerkschaftlicher Opponent herausgeschält. Fette vertrat die Auffassung, ein fester organisatorischer Zusammenschluss in den Westzonen erschwere eine künftige gesamtdeutsche Zusammenarbeit. Es sei deshalb angebracht, keine „Trizonenorganisation“ aufzubauen, sondern nur ein Sekretariat zu schaffen und einen ehrenamtlichen Verbandsvorstand zu wählen, bestehend aus einer engeren Leitung, die auf dem Gewerkschaftstag gewählt werden soll, sowie den Vorsitzenden der Bezirke und Länder der Westzonen unter Hinzuziehung ehrenamtlicher Kollegen ohne Funktionärsmandat.
Organisatorisch setzte sich Thoma auf dem Kongress gegen das föderalistische Konzept Fettes durch: Mit 82 gegen 52 Stimmen plädierte der Gewerkschaftstag für einen zentralistischen Zusammenschluss unter dem Namen „Industriegewerkschaft Druck und Papier“. Zur Überraschung aller neutralen Beobachter erhielt Fette bei der Kampfabstimmung zur Wahl des Vorsitzenden die Mehrheit: Mit 71 gegen 63 Stimmen obsiegte der programmatisch Unterlegene gegen Max Thoma. Ein weiterer wichtiger Beschluss des Münchener Verbandstages: Als neues Zentralorgan kreierten die Delegierten ein Verbandsblatt unter dem Namen „Druck und Papier“. Mit der neuen Namensgebung sollte bewusst die Einheit aller Berufsgruppen vom Buchdruck über die Chemigrafie, Flachdruck, Bildherstellung, Buchbinderei, Papierverarbeitung und Papiererzeugung dokumentiert werden. Die politisch gewollte gemeinsame Bezeichnung „Korrespondent“ für die graphischen Gewerkschaftsblätter aller Länder und Zonen, die auch die gewerkschaftliche Dominanz der Buchdrucker signalisierte, endete damit. Bis zur Besetzung der neuen Redaktionsstelle wurde Max Thoma mit der Herausgabe des neuen Zentralorgans betraut.

## Tarifexperte, Gaufürst, Internationalist
Trotz gescheiterter Wahl zum Vorsitzenden der neuen „IG Druck und Papier“: Thoma verhielt sich gegenüber dem neugewählten Vorstand absolut loyal. Als ausgewiesener Tarifexperte stellte er die Weichen für eine progressive Tarifpolitik. Bereits auf dem trizonalen Gründungskongress im Spätherbst 1948 in München entwickelte er in einem großangelegten Referat detaillierte Vorstellungen einer künftigen Tarifstruktur und Tarifpolitik. Größter Erfolg: Die Einführung der 48-Stunden-Woche im ersten Halbjahr 1949.
Der 1. Ordentliche Verbandstag der IG Druck und Papier vom 11. bis 14. September 1950 in Freiburg im Breisgau, der erstmals „bundesdeutsche“ Bilanz zog, wählte Thoma in den neugeschaffenen Berufsgruppenbeirat und folgerichtig in die Tarifkommission für das graphische Gewerbe und in die Tarifkommission für die Pappe und Papier verarbeitende Industrie. Auf dem Verbandstag plädierte Thoma vehement dafür, den Flachdruckern keine übertriebenen Zugeständnisse für ein gewerkschaftliches Eigenleben zu schaffen.
Der Gewerkschaftsvorstand entsandte Thoma 1950 in den Bundesausschuss des DGB, dem höchsten Gremium der Dachgewerkschaft zwischen den Bundeskongressen. Dieses Amt nahm er bis 1952 wahr; ehe ihn Fritz Rück ablöste. Im Vorstand des Landesbezirks Nordmark des DGB setzte er als Mitglied der „Etatkommission“ Akzente und versuchte ökonomisch einen Ausgleich zwischen dem „flachen Land“ und den großen Städten zu schaffen. Dem 2. ordentlichen Verbandstag der IG Druck und Papier vom 29. Juni bis 3. Juli 1952 in Hamburg saß Thoma im Gewerkschaftshaus am Besenbinderhof als Versammlungsleiter vor. An „historischer Stätte, der Waffenschmiede der deutschen Gewerkschaftsbewegung“ konnte Thoma „seine“ Hamburger Organisation mit 8.500 Mitgliedern und mit einer vorbildlichen Bildungsarbeit präsentieren. Der Gewerkschaftstag brachte eine organisatorische Neuerung, indem er den „Erweiterten Vorstand“ einführte. Thoma nahm somit künftig neben seiner Gewerkschaftsarbeit als gewählter Gauleiter an den Stuttgarter Sitzungen der Gewerkschaftsexekutive teil.
Der Hamburger Verbandstag besetzte die vakanten Funktionen neu, die der ausgeschiedene Verbandsvorsitzende, an die DGB-Spitze gewechselte Christian Fette hinterlassen hatte. Thoma erhielt den Auftrag, künftig die deutsche Organisation im Vorstand der Fachgruppe 1 (Buchdruck) innerhalb der Internationalen Graphischen Föderation (IGF) zu vertreten. Die künftigen Tagungen des Internationalen Berufssekretariats bestätigten jeweils die deutsche „Vorentscheidung“. Im Zentral-Fachausschuss (ZFA), dem paritätisch besetzten Gremium zur Weiterentwicklung der Ausbildungsordnung für das graphische Gewerbe, zählte Thoma zu den 14 Gewerkschaftern, die Richtlinien und Grundsätze der Berufsbildungszeitschrift „Graphisches ABC“ formulieren und observieren sollten.

## Sozialdemokratisches Engagement und weitere Ehrenämter
Als sozialdemokratischer Widerstandskämpfer genoss Thoma gleichermaßen hohes Ansehen in Partei und Gewerkschaft. Bereits am 14. Juli 1945 erhielt Thoma ein Mandat für den provisorischen Vorstand der Hamburger SPD, der zu jener Zeit von der britischen Besatzungsmacht noch keine Legitimation erhalten hatte. Die britische Militärregierung ernannte im Februar 1946 eine Bürgerschaft mit 81 Mitgliedern nach parteipolitischen und ständischen Kriterien. Hauptaufgabe der „Ernannten Bürgerschaft“: Die Versorgung der Bevölkerung mit Lebensmitteln und Brennmaterialien sicherzustellen. Zu den „Ernannten“ zählte auch Max Thoma, der sich der „Gewerkschaftsfraktion“ mit 16 Mitgliedern anschloss, die nahezu ausschließlich aus Sozialdemokraten bestand.
Das nach britischem Vorbild eingeführte Mehrheitswahlrecht brachte der Sozialdemokratie in Hamburg 83 von 110 Sitzen. Max Thoma erhielt im Bezirk Barmbek/Uhlenhorst ein Mandat. Die SPD-Fraktion entsandte Thoma in den Haushaltsausschuss und den Ausschuss zur Untersuchung nationalsozialistischer Korruptionsfälle. Im Haushaltsausschuss, auf dem mit Abstand die meiste Arbeit lastete, leitete der Gewerkschafter eine eigenständige sozialdemokratische Arbeitsgemeinschaft, die zunächst Transparenz gegenüber den Behörden durchzusetzen hatte. Im Antikorruptionsausschuss, der „nach Möglichkeit alle Korruptionsfälle der Nazizeit, die sich auf allen Gebieten des öffentlichen Lebens, in Wirtschaft und den staatlichen Stellen zugetragen haben“, aufdecken sollte, übernahm Thoma im Oktober 1947 den Vorsitz. Allerdings begann die Arbeit des Ausschusses rasch zu versanden. Thoma nutzte seine Erkenntnisse, um konkret in Gewerkschaftsversammlungen die nationalsozialistische „Bonzenmentalität“ aufzuzeigen. Neben seinem Bürgerschaftsmandat saß Thoma als Mitglied des „Beratenden Ausschusses“ im Ortsamt Barmbek/Uhlenhorst.
Die 1949 nach einem kombinierten Mehrheits- und Verhältniswahlrecht gebildete Hamburgische Bürgerschaft sah 65 (von 120) sozialdemokratische Abgeordnete. Die reduzierte SPD-Fraktion entsandte den Buchdrucker in den „Ausschuss für Fragen der öffentlichen Bediensteten“. Hier kamen Thoma seine in Stade gesammelten Erfahrungen zugute. Die Bürgerschaft wählte ferner den Hamburger Vorsitzenden der IG Druck und Papier in die Deputation der Kulturbehörde. In der Deputation – eine Hamburger „Besonderheit“ zur Mitwirkung und Kontrolle in den Landesbehörden – arbeitete Thoma eng mit dem Reformpädagogen und Schulsenator Heinrich Landahl zusammen. Bei den „Blockwahlen“ 1953, die dem liberal-konservativen Bündnis eine Mehrheit brachte, verlor Thoma sein Mandat, war damit allerdings von einer zermürbenden Doppelarbeit entbunden.
Hamburger Ehrenämter, die Thoma seit 1953 annahm, resultierten ausschließlich aus seiner Funktion als Vorsitzender einer Hamburger Einzelgewerkschaft. Nach den Bestimmungen des Arbeitsgerichtsgesetzes baute auch die Hansestadt Arbeits- und Landesarbeitsgerichte auf. Thoma erhielt als Arbeitnehmervertreter eine Berufung in eine der drei gebildeten Kammern des Landesarbeitsgerichtes. Die Gründung des Vereins „Nach Feierabend“, der sich der Freizeitgestaltung Hamburger Gewerkschafter annahm, war wesentlich das Verdienst des Hamburger Vorsitzenden der IG Druck und Papier. Ferner fungierte er seit dem 16. Juni 1953 als Vorsitzender der Vertreterversammlung der Allgemeinen Ortskrankenkasse Hamburg. Bundesweit saß Thoma als Vertreter der Arbeitnehmerseite im Aufsichtsrat der Großeinkaufsgesellschaft Deutscher Konsumvereine (GEG) und der Büchergilde Gutenberg. 1947 zählte er zu den Wiederbegründern des Bestattungsvereins GBI Großhamburger Bestattungsinstitut.

## Ehrungen, Tod, Gedenken
Der Frankfurter Gewerkschaftstag der IG Druck und Papier verabschiedete Thoma im September 1956 mit einer großen Geste: Gemeinsam mit zwei weiteren ausgeschiedenen Gauleitern erhielt er den „Goldenen Ehrenring“ der Gewerkschaft mit der – vergeblichen – Bitte, seine Memoiren abzufassen. Der Gautag des Gaues Nordmark hatte seine „Amtszeit“ bis November 1956 verlängert, um anstehende Tarifverhandlungen zu einem guten Ende zu führen. Der Ortsverein Stade, den Thoma in der Weimarer Republik geleitet hatte, ernannte ihn zum Ehrenmitglied. In der Stader Festschrift zum 50. Gewerkschaftsjubiläum beschrieb der alte Vorsitzende knapp seine Erfahrungen während der nationalsozialistischen Herrschaft. Die kleine eindrucksvolle Skizze blieb die einzige Tür, die Thoma zu seinem Leben öffnete.
Als Vorstandsmitglied des DGB-Landesbezirks und als Hamburger Ortsvereinsvorsitzender der IG Druck und Papier trat er im Januar 1957 zurück. Alle Funktionen füllte Thoma verantwortungsvoll aus, obgleich er längere Zeit schwer erkrankt war. Max Thoma starb einen Tag vor seinem 67. Geburtstag am 8. August 1957 in Hamburg. Die Trauerfeier am 16. August 1957 im Krematorium des Friedhofs Ohlsdorf statt. Die Trauerrede hielt sein alter Freund und amtierender Gewerkschaftsvorsitzender Heinrich Hansen.